# Францёзиш-Буххольц

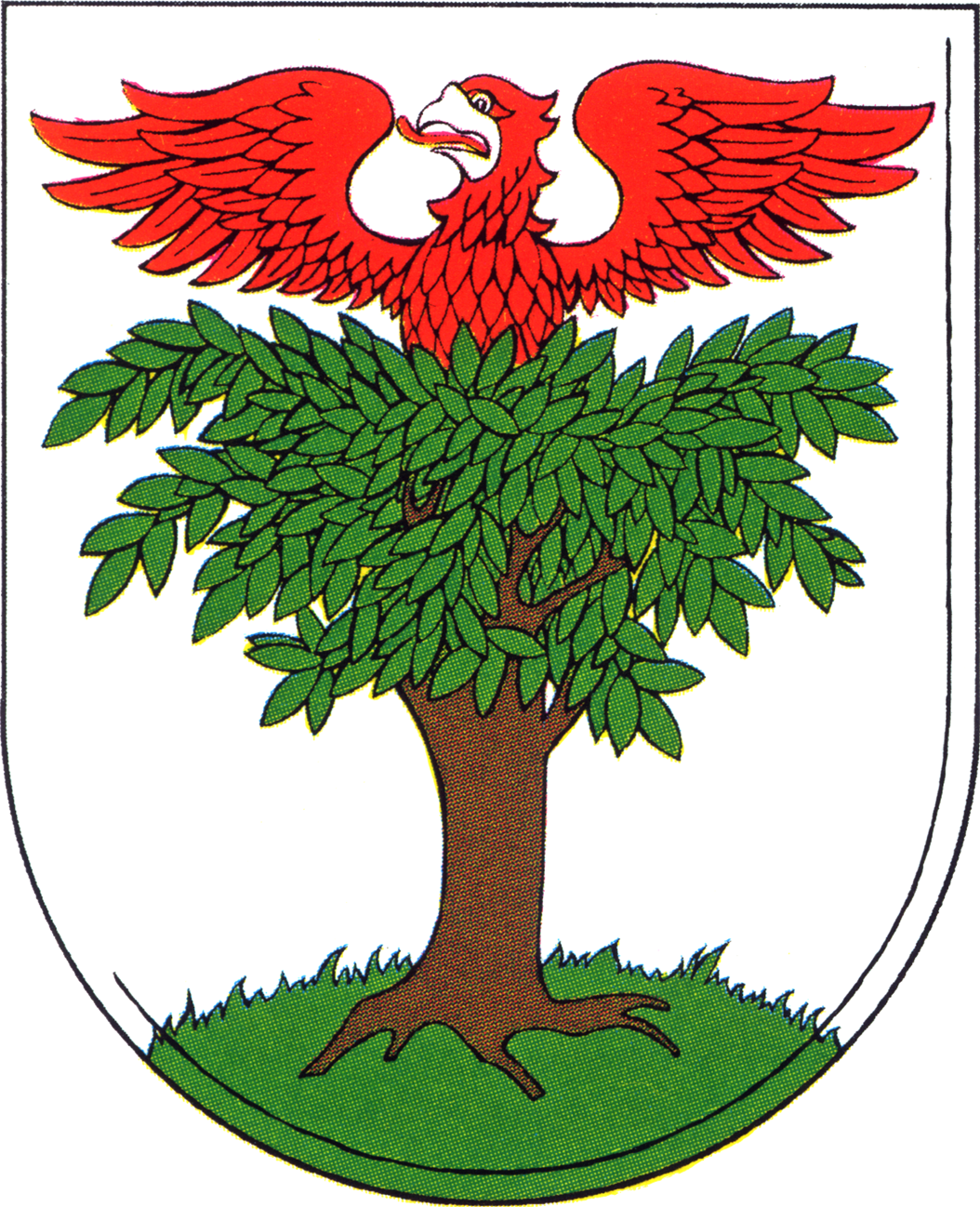
Герб Францёзиш-Буххольца 1987 года

Францёзиш-Бу́ххольц (нем. Französisch Buchholz) или Бу́ххольц — район Берлина в составе северо-восточного административного округа Панков. Расположенный внутри своего округа Францёзиш-Буххольц граничит в нём с соседними районами: Каров, Бланкенбург, Панков, Нидершёнхаузен, Розенталь, Бланкенфельде и Бух.

## История района

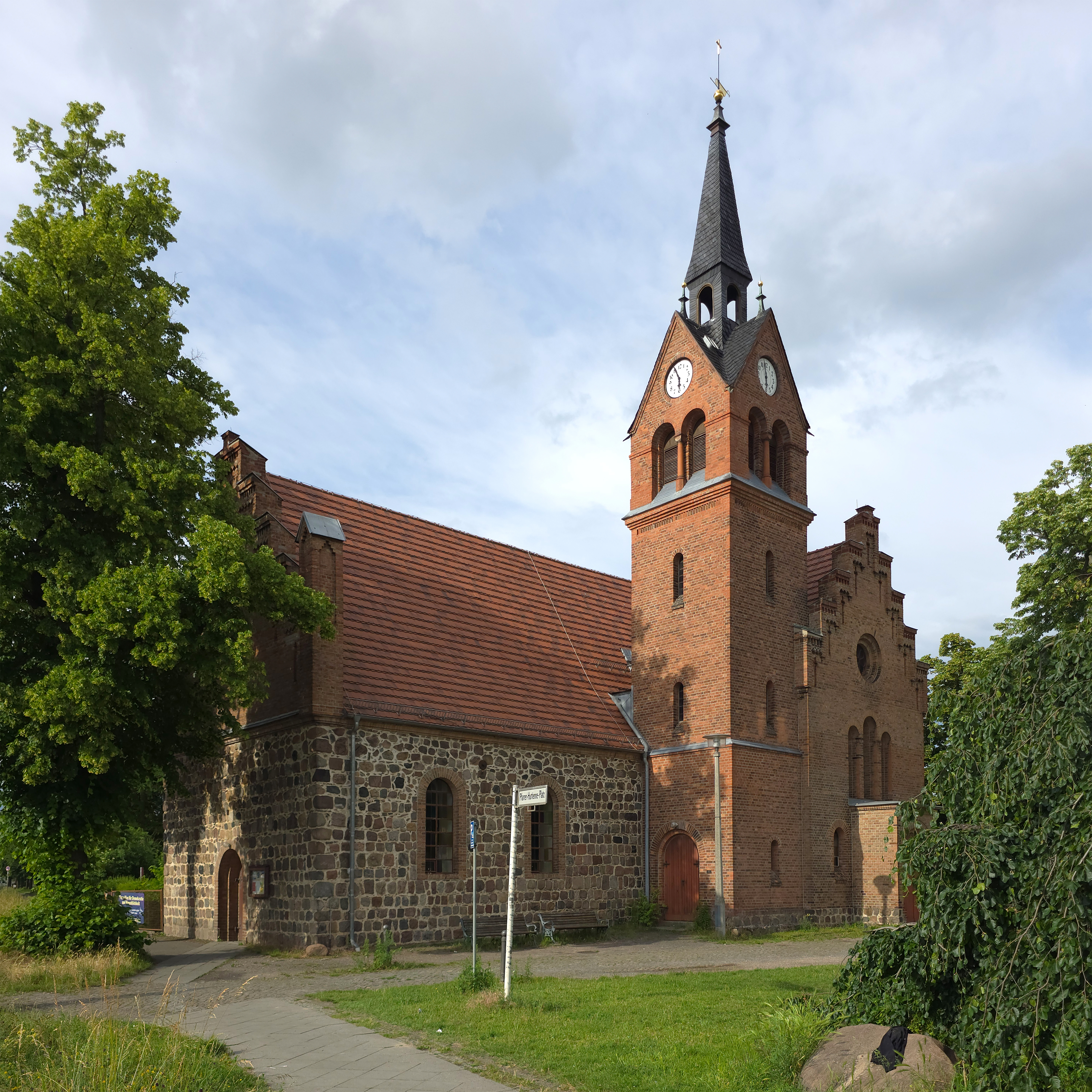
Сельская церковь Францёзиш-Буххольц. Фото 2024 года

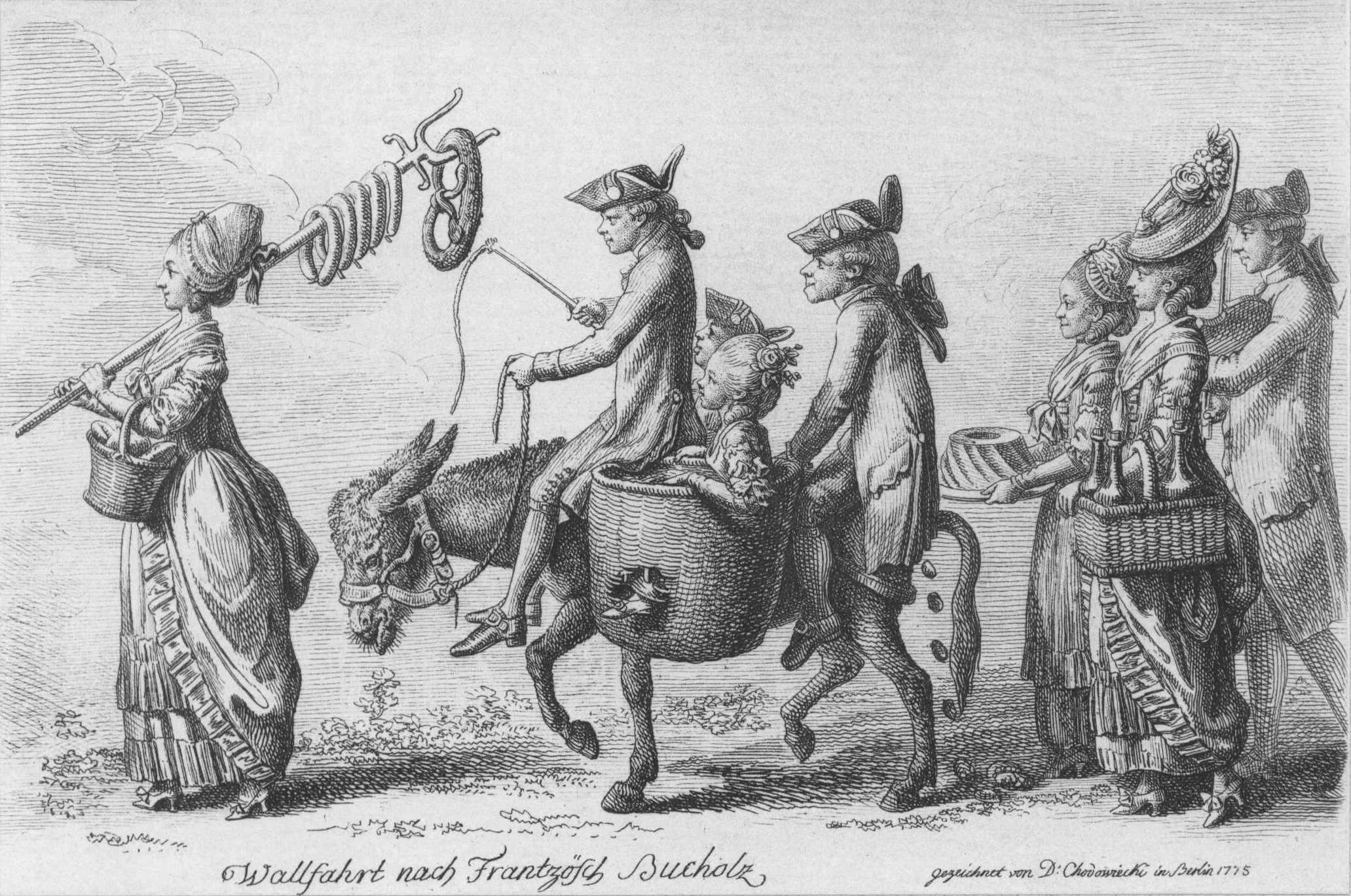
Паломничество во Францёзиш-Буххольц. Гравюра Даниэля Ходовецкого, 1775 год

Селение Буххольц, впервые упоминаемое в документах 1242 года, стало в 1670 году имущественной собственностью Фридриха Вильгельма I.
Герб Буххольца зрительно поясняет, что название селения связано с деревом бук (нем. Buchе), имеющим мощный ствол; слово хольц (нем. Нolz) означает древесина. Красный орел на дереве указывает на связь Буххольца с Бранденбургом, герб которого имеет подобного красного орла.
В 1685 году по Указу государственного министра Потсдама Грумбкова (нем. Grumbkow) здесь была образована колония для расселения французских гугенотов. Начиная примерно с 1750 года, за селом, которое стало популярным пригородом Берлина, закрепляется название Францёзиш-Буххольц. Это двойное наименование можно прочесть на гравюре «Паломничество во Францёзиш-Буххольц» известного художника того времени Даниэля Ходовецкого (годы жизни 1726—1801).

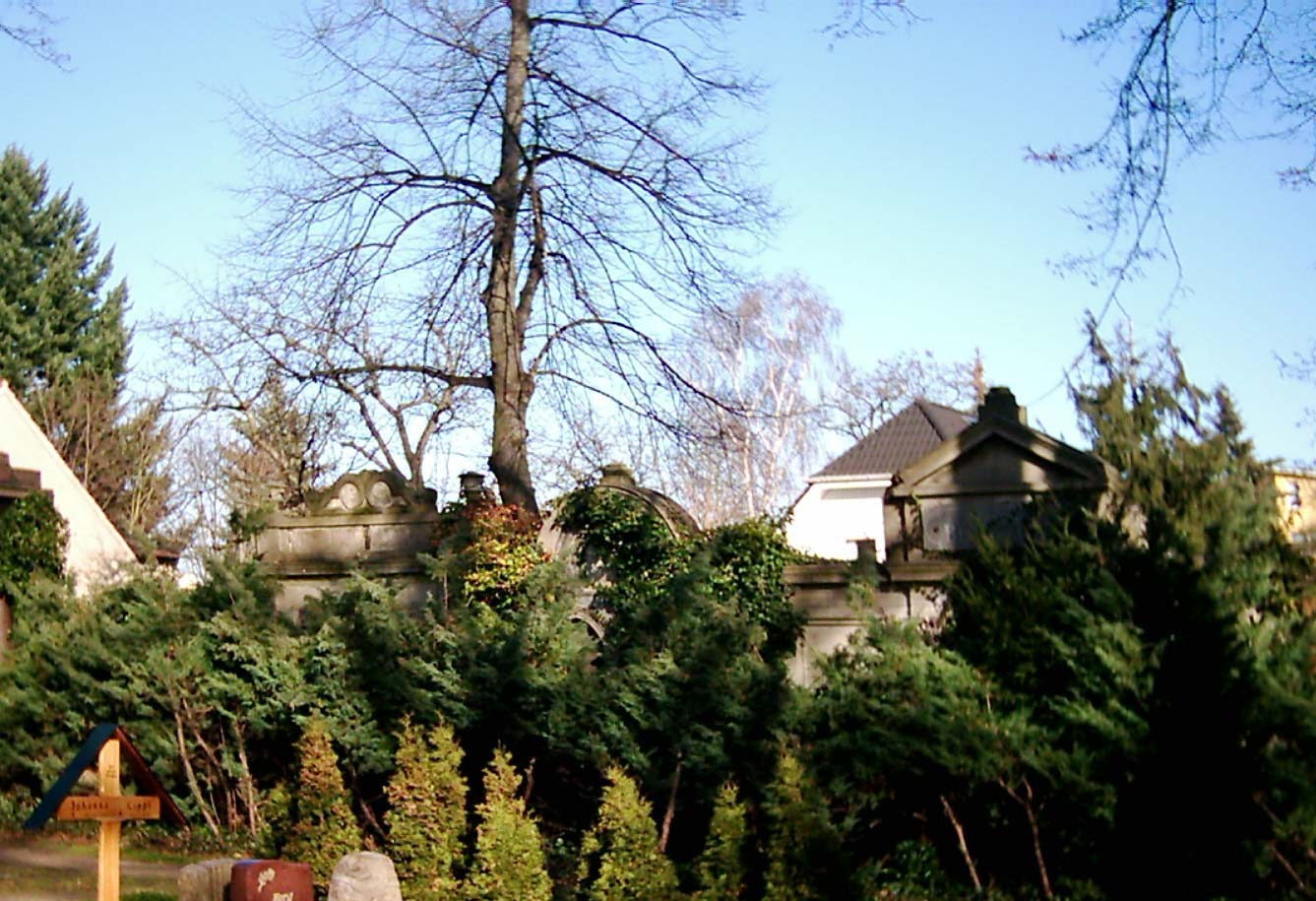
Кладбище Францёзиш-Буххольц. Фото 2008 года

В 1860 году здесь появилась конка, курсировавшая между Францёзиш-Буххольц и Александерплац. Успешно развивались во Францёзиш-Буххольце гастрономические заведения.
На рубеже XIX и XX столетий во Францёзиш-Буххольце насчитывалось около 200 домов и 3,157 жителей. Успешно развивались в районе гастрономические С 1904 года здесь появилось электричество, с 1908 — газ, с 1914 — водоснабжение и канализация. К 1914 году население возросло до 5,446 человек.
В конце 1990-х годов здесь появились новые обширные микрорайоны с многоквартирными домами вдоль улиц Розенталер-вег (нем. Rosenthaler Weg), Трифтштрассе (нем. Triftstraße) и со всей необходимой социальной инфраструктурой — образовательными, спортивными, гастрономическими, развлекательными и другими учреждениями.

## Флора и фауна

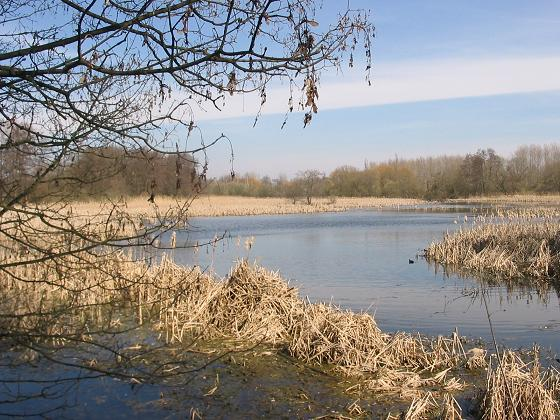
Природный заповедник Каровер Тайхе. Фото 2005 года

Хотя местный природный заповедник называется «Каровер Тайхе» (нем. Karower Teiche), и можно подумать, что он находится в соседнем районе Каров, однако расположен он на территории Францёзиш-Буххольца. Слово тайх (нем. Teich) в переводе означает пруд, за́водь. И действительно в заповеднике есть целая цепь небольших прудов и заводей.
Территория Каровер Тайхе находится под строгой охраной как экологическая природная зона с обилием разных видов деревьев и трав, таких как тополь, ольха, ива, ясень, калужница, щавель, сердечник и др. Заповедник стал местом высиживания птенцов для водоплавающих птиц, среди которых поганковые, пастушковые, утиные и т. д.
Это также место для нереста земноводных и стрекоз.

Территория Каровер Тайхе — экологическая природная зона
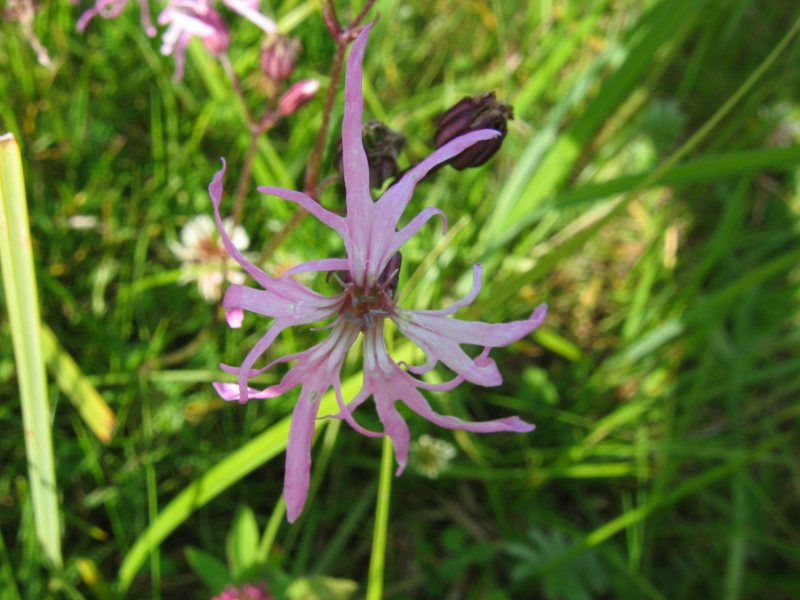
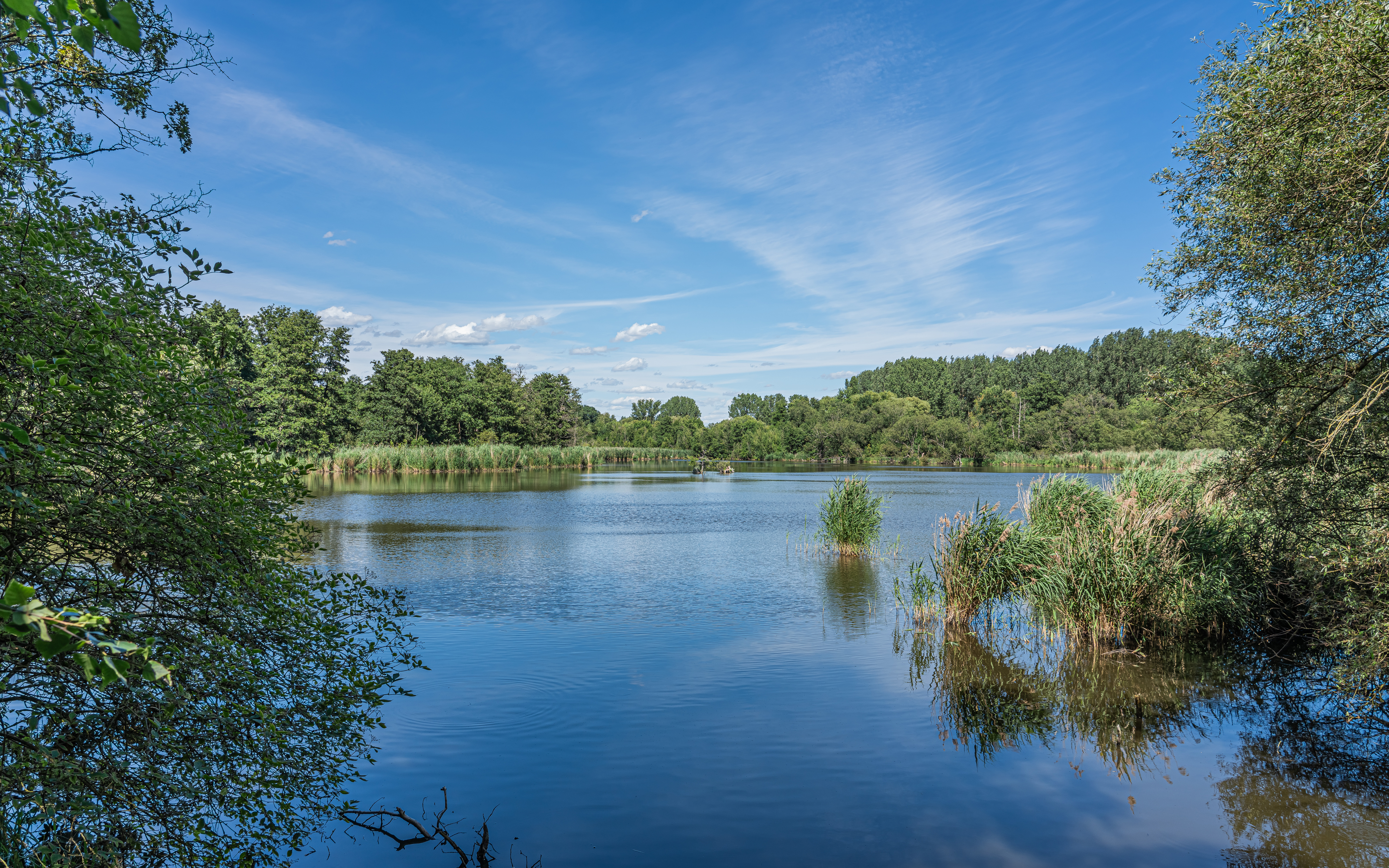
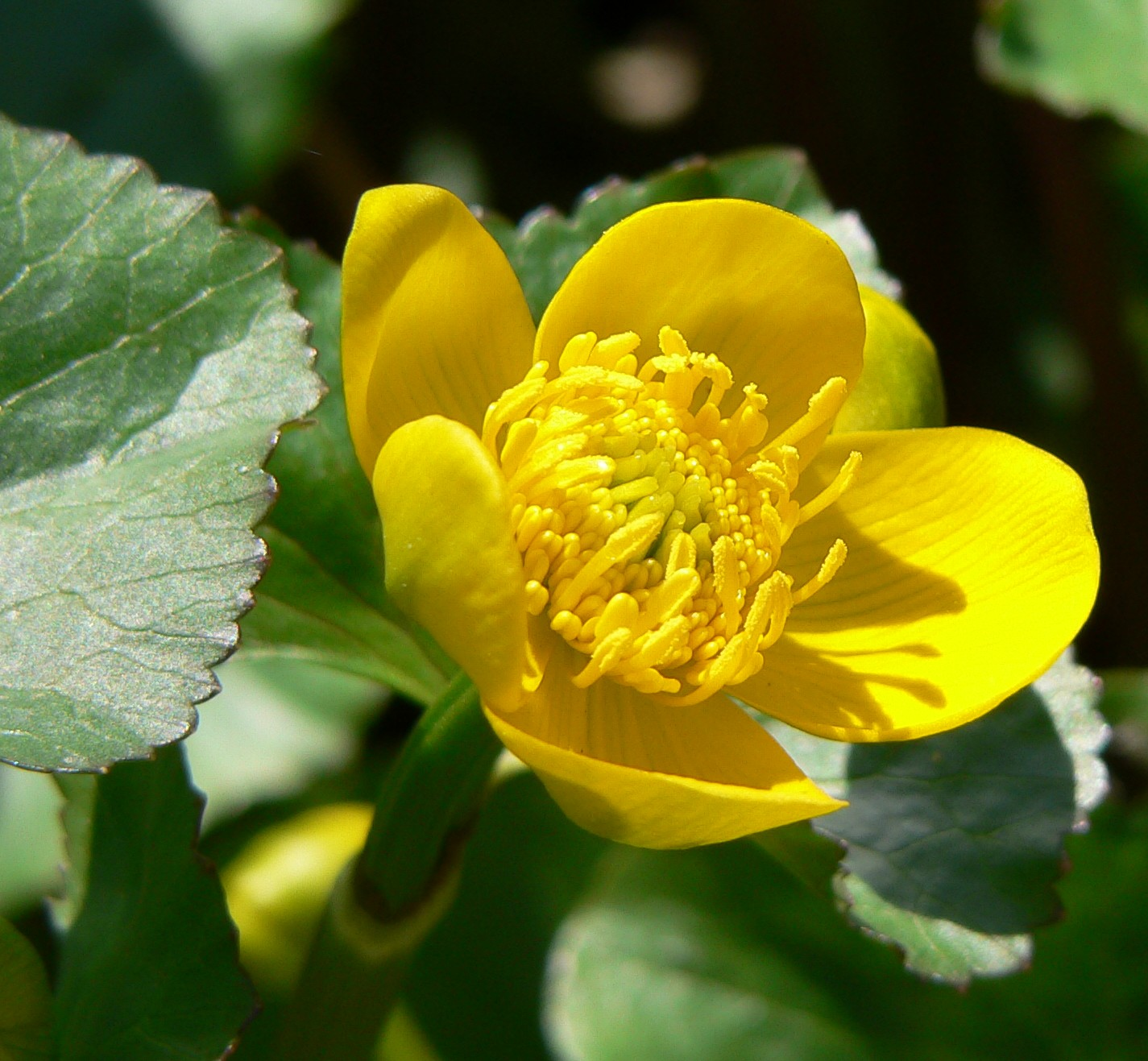
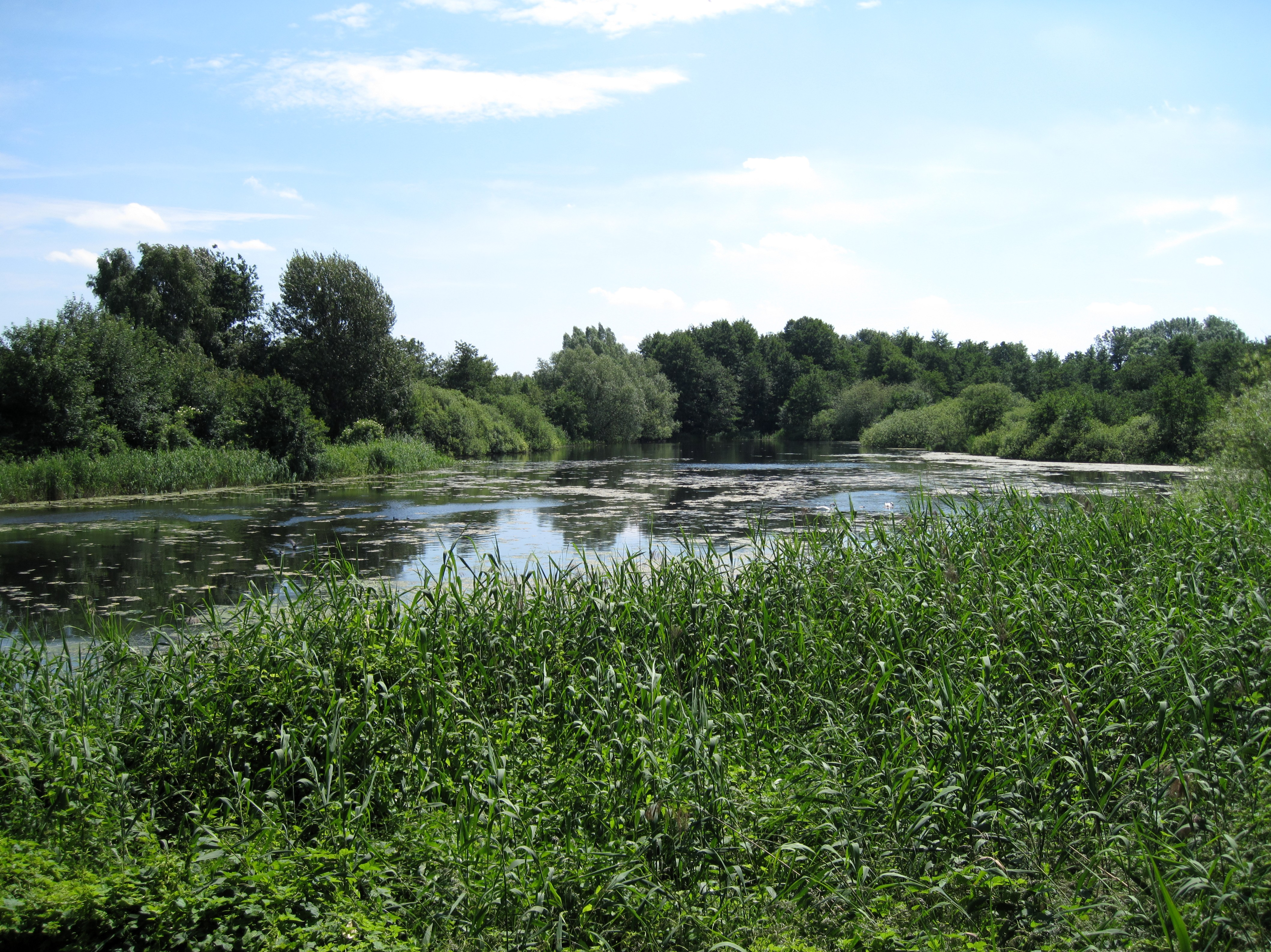

Каровер Тайхе является частью обширного парка-заповедника Барним (нем. Naturpark Barnim), раскинувшегося на территории двух соседних земель Берлин и Бранденбург.

## Транспорт
Жители района пользуются в основном персональным автотранспортом.
Во Францёзиш-Буххольце проходят:
- автобусные маршруты —121, 159, 251 и 259,
- а также линия 50 Берлинского трамвая (нем. Straßenbahn Berlin).